# HMAS Hobart (D 39)
Pour les autres navires du même nom, voir HMAS Hobart.
Le HMAS Hobart (D 39) est un destroyer lance-missiles de la classe Perth en service dans la marine royale australienne (RAN) de 1965 à 2000.

## Historique
Construit aux États-Unis selon une variante légèrement modifiée de la classe Charles F. Adams de la marine américaine, le Hobart est admis au service actif en 1965. En mars 1967, le Hobart devient le premier navire de combat de la RAN déployé pour combattre pendant la guerre du Vietnam. Cela marque le début de déploiements réguliers de six mois dans la zone de guerre, qui se poursuivent jusqu’à la fin de l’année 1971 ; le Hobart est redéployé en 1969 et 1970. Lors de la mission de 1968, le destroyer est attaqué par un avion de l’US Air Force.
Après la guerre du Vietnam, le Hobart participe à l’opération Navy Help Darwin (en) après le cyclone Tracy. Il est le premier navire de la RAN à accoster à la base navale HMAS Stirling en Australie-Occidentale et effectue un tour du monde en 1976. Le navire est modernisé à la fin des années 1970, avant d'être désarmé en 2000 et coulé comme épave de plongée en 2002 dans la baie de Yankalilla, en Australie-Méridionale.